# Benzo(a)pyren
Benzo[a]pyren (sumární vzorec C20H12, BaP) je polycyklický aromatický uhlovodík s pěti benzenovými kruhy. Je silně karcinogenní a mutagenní. Za běžných podmínek jde o žlutě zbarvenou krystalickou pevnou látku. Benzo[a]pyren je produktem nedokonalého spalování při teplotách 300 až 600 °C. Byl identifikován v roce 1933 jakožto složka uhelného dehtu odpovědná za první rozpoznané nádory způsobené pracovním prostředím – nádory šourku u kominíků v 18. století v Anglii. V 19. století byl zaznamenáván vysoký výskyt kožních nádorů u pracovníků ve výrobě paliv. Na počátku 20. století byla toxicita benzo[a]pyrenu demonstrována tvorbou zhoubných kožních nádorů u laboratorních zvířat, kterým byla kůže opakovaně potírána uhelným dehtem.

## Zdroje benzo[a]pyrenu
Benzo[a]pyren se nachází v uhelném dehtu, v automobilových výfukových plynech (zvláště ze vznětových motorů), v každém kouři vzniklém při spalování organických materiálů (včetně listů tabáku při kouření) a v grilovaných potravinách. Vařené produkty z masa, jejichž běžná konzumace je epidemiologicky spojována se zvýšeným výskytem nádorů tlustého střeva (přestože to samo nedokazuje karcinogenitu), mohou obsahovat až 4 ng/g benzo[a]pyrenu, až 5,5 ng/g je ho ve smaženém kuřeti a 62,6 ng/g v přepečeném hovězím masu připravovaném jako barbecue.

## Znečištění ovzduší v České republice
Podle Státního zdravotního ústavu byly v roce 2005 v České republice měřeny koncentrace polycyklických uhlovodíků včetně benzo[a]pyrenu na 21 monitorovacích stanicích. Cílový imisní limit pro benzo[a]pyren v zevním ovzduší činí 1 ng/m³ a v roce 2005 byl překročen na 80 % měřicích stanic – v Praze, Brně, Olomouci, Hradci Králové, Plzni, Ústí nad Labem, Liberci, Mostě, Teplicích a Kladně. Pozaďová hodnota benzo[a]pyrenu byla 0,6 ng/m³.
Podle výzkumu prováděného společnou laboratoří Ústavu experimentální medicíny Akademie věd ČR a Zdravotního ústavu Středočeského kraje na vzorku 23 městských strážníků (po dobu 48 hodin) v Karviné bylo v jimi vdechovaném vzduchu naměřeno 6,6 ng/m³ benzo[a]pyrenu. U strážníků v Praze bylo naměřeno 0,8 ng/m³.

## Toxicita

### Nervový systém
Je známo, že prenatální vystavení potkanů BaP ovlivňuje učení a paměť. Ukázalo se, že u těhotných krys, které jedly BaP, byla negativně ovlivněna mozková funkce v pozdním životě jejich potomků. V době, kdy jsou synapse poprvé vytvořeny a upraveny silou podle mozkové aktivity, BaP snížila aktivitu nervových buněk závislých na NMDA receptoru měřenou jako mRNA exprese podjednotky NMDA NR2B receptoru.

### Imunitní systém
BaP má vliv na počet bílých krvinek, inhibuje některé z nich v diferenciaci na makrofágy, první obrannou linii těla v boji proti infekcím. V roce 2016 byl odhalen molekulární mechanismus jako poškození integrity lipidového voru makrofágové membrány snížením membránového cholesterolu o 25 %. To znamená, že méně imunoreceptorů CD32 (člen rodiny imunoreceptorů Fc) by se mohl vázat na IgG a přeměnit bílé krvinky na makrofágy. Tím se membrány makrofágů stávají citlivými na bakteriální infekce.